# Suio
Suio, località termale di antica origine, è l'unica frazione del comune di Castelforte, provincia di Latina. Il nome degli abitanti è suiari (in dialetto sujari).

## Geografia
Suio, frazione termale di Castelforte (LT), si colloca sulle estreme propaggini dei monti Aurunci, presso il fiume Garigliano. L'abitato è suddiviso in due agglomerati principali: Suio Paese, sull'altura con l'antico castello medievale, e Forma di Suio, ai piedi del castello accanto al fiume, dove sgorgano acque sulfuree termali. La località Valle di Suio, a circa 200 m s.l.m., ha grandi pregi naturalistici; a Terme di Suio sono concentrati gli stabilimenti balneari.

## Sport
È presente il campo sportivo comunale "A. Falso". La S.S.D. Suio rinasce nel 2010, ripartendo dal campionato di terza categoria.
Dopo tre anni di seconda categoria, la squadra disputa il campionato di prima categoria 2014-2015 aggiudicandosi il primo posto.
La squadra attualmente milita nel campionato di promozione 2015-2016 girone D. Il campo si trova a Coreno Ausonio.

## Le terme
Le terme di Suio sono le antiche Aquae Vescinae, citate anche da Plinio e Lucano, molto frequentate soprattutto durante il periodo dell'Impero Romano. Testimonianza dei fasti dell'epoca è, ad esempio, la cosiddetta "vasca di Nerone", piscina Duratorre in località Sant'Antonio, in cui fu rinvenuta una sedia balneare di porfido. Sembra accertato l'utilizzo di tali acque termali anche in epoca pre-romana. Alla caduta dell'Impero romano d'Occidente l'uso delle acque termali si è ristretto via via alla sola popolazione locale. Dopo la seconda guerra mondiale è stata lanciata la località nel settore turismo grazie alla costruzione di stabilimenti balneari e strutture accessorie.
Dalle numerose ed eterogenee sorgenti, in una fascia tra il crinale aurunco ed il fiume Garigliano, sgorgano acque ipertermali (39-63 °C) a varie concentrazioni sulfuree, con presenze bicarbonato-alcalino-terroso-calciche; vengono impiegate a scopo terapeutico, ma anche estetico-rilassante, per bagni, fanghi, inalazioni, irrigazioni ed insufflazioni per curare malattie respiratorie, otorinolaringoiatriche, artrosiche, cutanee e ginecologiche. Le acque, a diversi gradi di concentrazione di minerali, vengono anche commercializzate in bottiglia come acqua da pasto.
Il territorio offre strutture sportive e ricreative a carattere naturalistico e culturale; in un raggio di pochi chilometri si trovano siti archeologici (come il comprensorio di Minturno), borghi medioevali (in particolare lo stesso castello di Suio e quello di Castelforte), l'ippodromo del Garigliano (comune limitrofo di Santi Cosma e Damiano) e le spiagge (comune limitrofo di Minturno).
Da evitare alcune fonti (peraltro in area recintata) dove le emissioni sulfuree, ad elevatissima concentrazione di zolfo, possono risultare letali.

## Storia
La zona in epoca pre-romana fa parte del territorio della Pentapoli Aurunca. I primi insediamenti sull'attuale territorio di Suio, che si fanno risalire al popolo degli Aurunci, sono legati all'uso delle acque termali che sgorgano spontaneamente. I Romani prendono il controllo del territorio a seguito della battaglia del Veseris nel 314 a.C. Alcuni storici, come Giuseppe Tommasino, ritengono che il toponimo Veseris etimologicamente derivi proprio dalle caldane locali. La particella ves, in antiche lingue italiche, indicava luoghi ove si verificavano emissioni geologiche, da cui forse anche il toponimo Vesuius da cui deriverebbe a sua volta Sujus.
Ci sono giunte notizie relative a Suio di epoca romana-imperiale: Settimio Severo, con capitali propri, fece lastricare la strada che conduceva da Minturnae ad Aquas Vescinas, cioè Suio, terme di Vescia; due servi dispensatores offrirono al Genio Aquarum Vescinarum ex voto perché fosse garantita il ritorno da vincitori di Caracalla e Geta da una spedizione militare in Britannia.
Ritrovamenti archeologici, e lo studio di documenti storici, indicano che presso la Forma vi fosse la villa di Zethos. Costui lasciò in eredità la villa a Plotino, suo maestro, che traeva sollievo dalle acque termali; qui il filosofo vi morì nel 270.
Il nome Suio è legato al castello, Castrum Suji, sorto per il controllo della foce del Garigliano nel decimo secolo d.C. La fortificazione infatti sorge su di una altura a ridosso della sponda nord del fiume da cui si ha una visuale da monte Orlando (Gaeta) al monte Massico. Il ruolo del castello, realizzato prima del 1040 (data del primo documento che fa riferimento a Castrum Suji), era importante per il controllo delle incursioni dei corsari saraceni e dei loro insediamenti nella valle. Dopo la battaglia del Garigliano (915) entra a far parte del Ducato di Gaeta, governato dai Docibile.
Nel 1023 viene fondata la Contea di Suio di proprietà del conte Ugo. A questa data si fanno risalire anche le prime fortificazioni del castello. Nel 1078, a seguito di successive parziali donazioni, la contea viene acquisita dall'abbazia di Montecassino. A Suio v'era un porto fluviale per il trasporto merci verso il cenobio cassinate ed una scafa per l'attraversamento del fiume. In quanto nuova terra acquisita dalla Signoria dell'abbazia di Montecassino, nell'ottobre del 1079 l'abate Desiderio concesse agli abitanti di Suio le Chartae libertatis, delle carte di franchigia, come aveva già fatto nel 1061 per Traietto, che includevano una serie di diritti e privilegi molto moderni. Desiderio ampliò anche le fortificazioni, e lo stesso fece l'abate Gerardo (1115 - 1125). Suio entra nell'orbita normanna nel 1140 insieme a Gaeta.
Del XIII secolo è la chiesa romanica dedicata a "Santa Maria in Pensulis", probabilmente costruita sui resti della villa di Zethos. La chiesa aveva annesso un locale per gli infermi che venivano qui a curarsi. La chiesa apparteneva alla commenda dei cavalieri ospitalieri di Gaeta. Si scorge ancora la croce ottagona impressa sul primo gradino. L'attuale chiesa di San Michele arcangelo in Suio Alto risale al XV secolo.
A Suio si svolse un'importante fase della battaglia del Garigliano del 1503.
Nel 1807 Suio fu aggregato al Comune di Castelforte per mancanza di popolazione. Durante la seconda guerra mondiale, trovandosi sulla linea Gustav, il castello è rimasto in parte danneggiato. Storicamente Suio è legato al comune di Castelforte, provincia di Latina; oggi infatti è la maggiore frazione di Castelforte e, grazie proprio a Suio, Castelforte fa parte dell'Associazione nazionale comuni termali (ANCOT). 